# 桥山街道
桥山街道，是中华人民共和国陕西省延安市黄陵县下辖的一个街道办事处。
2015年，陕西省民政厅批复同意撤销桥山镇，设立桥山街道办事处。

## 行政区划
桥山街道下辖以下地区：
河西社区、轩辕街社区、东关社区、高阳社区、龙首村、刘家川村、寇家洼村、上翟庄村、下翟庄村、惠家河村、上官川村、宋崖窑村、南孟塬村、元龙咀村、康崖底村、麦洛安村、左家湾村、平天村、长祥村、梨园村、窑坡村、虎尾村、肖川村、山河口村、王庄科村、聂洼村、吴家塬村、上王村、下王村、道北村、道南村、韩塬村、马家塬村、孟塬村、张寨村、北坡底村、黄花沟村、暧泉沟村、石山村、周家洼村、南城村和马山村。